# 以生見證
《以生見證》（Live to Tell）是美國女歌手瑪丹娜在1986年3月發行的歌曲，也是同一年上映的電影《強盜爸爸》（At Close Range）的電影主題曲，收錄於她第三張錄音室專輯《忠實者》（True Blue）中，這首單曲在專輯發行前3個月推出，並在美國單曲榜獲得一週冠軍，成為瑪丹娜第3首全美冠軍單曲。

## 資料

### 歌曲簡介
瑪丹娜在上一首電影主題曲〈為你瘋狂〉獲得第一名的成績之後，更加奠定了她在詮釋抒情歌曲時的信心。1985年瑪丹娜和西恩·潘（Sean Penn）的世紀婚禮轟動美國演藝圈，而1986年西恩·潘（Sean Penn）在婚後所主演的第一部電影《強盜爸爸》（At Close Range）當然也備受關注。甫新婚的瑪丹娜用她最柔情的嗓音詮釋〈以生見證〉，流露真切感傷的情緒相當到位，除了更為這部電影增添話題外，歌曲在排行榜的成績也是相當優異。

### 商業成績
〈以生見證〉在1986年3月26日發行單曲，在經過兩個多月的奮戰，終於在1986年6月7日它擊敗了另一位流行天后惠妮·休斯頓的〈Greatest Love of All〉逕自登上告示牌單曲榜的冠軍，當時專輯《忠實者》還未發行，它在榜內停留共18週，成為瑪丹娜繼〈宛如處女〉和〈為你瘋狂〉之後，第三首美國冠軍單曲，在1986年告示牌年終百大單曲排名第35名。〈以生見證〉在1986年4月26日登上英國單曲榜亞軍，成為瑪丹娜在該榜連續第10首TOP 5單曲。

### 單曲收錄
〈以生見證〉除收錄於瑪丹娜1986年第三張專輯《忠實者》中，亦收錄在瑪丹娜日後的精選專輯當中，分別是1990年《無暇精選輯》（英語：The Immaculate Collection）、1995年的《情難忘-瑪丹娜性感情歌精選輯》（英語：Something To Remember）以及2009年《娜經典》（英語：Celebration）。